# Партала Ольга Сергіївна
О́льга Сергі́ївна Партала́ (* 1980) — українська фехтувальниця. Майстер спорту України міжнародного класу; заслужений майстер спорту України.

## Життєпис
Народилася 1980 року.
Основні спортивні результати:
- Чемпіонат Європи з фехтування
  - Чемпіонат Європи з фехтування 2001 (Кобленц) — бронза в командній шпазі.
  - Чемпіонат Європи з фехтування 2002 (Москва) — бронза на командній шпазі.
  - Чемпіонат Європи з фехтування 2005 (Залаегерсег) — бронза в командній шпазі.

2007 вдостоїлася спортивної нагороди «Герої спортивного року» — Жіноча збірна України з фехтування на шаблях (вона та Олена Хомрова, Ольга Харлан, Ніна Козлова, Галина Пундик).
2007 стала переможницею етапу Кубка світу у Римі.
Станом на 2022 рік — прапорщик Центрального спортивного клубу ЗСУ.